# Avery Dulles

Wapen

Avery Dulles (Auburn (New York), 24 augustus 1918 – New York, 12 december 2008) was een Amerikaans kardinaal en theoloog.
Dulles was de zoon van de Amerikaanse minister van buitenlandse zaken John Foster Dulles. Oorspronkelijk was hij presbyteriaans. Hij was een tijd agnost en bekeerde zich vervolgens tot het katholicisme. Hij studeerde aan de Harvard-universiteit. Daarna ging hij in dienst bij de Amerikaanse marine, waar hij het croix de guerre kreeg voor zijn verdiensten voor het Franse leger.
In 1946 trad Avery Dulles in bij de jezuïeten. Hij werd in 1956 tot priester gewijd. Hij verbleef een jaar in Duitsland en studeerde aan de Pauselijke Universiteit Gregoriana in Rome, waar hij een doctoraat in de theologie behaalde.
Van 1960 tot 1974 doceerde hij aan het college van Woodstock en van 1974 tot 1988 aan Catholic University of America. Hij was gasthoogleraar aan verscheidene theologische seminaries en kreeg vele onderscheidingen en eredoctoraten voor zijn bijdragen aan de theologie. Hij is de auteur van meer dan 700 theologische artikelen en schreef 22 boeken.
In 2001 werd hij tot kardinaal benoemd door paus Johannes Paulus II; omdat hij bij zijn benoeming al ouder was dan 80, was hij niet meer gerechtigd aan een conclaaf deel te nemen. Dulles was een van de weinige hedendaagse kardinalen die nooit tevens tot bisschop is gewijd. Hij was eerst kardinaal-diaken van de kerk van SS. Nome di Gesù en later kardinaal-priester van de Santa Maria in Via Lata.
Hij doceerde tot het einde van zijn leven aan de universiteit van Fordham.

## Bron
- Dit artikel of een eerdere versie ervan is een (gedeeltelijke) vertaling van het artikel Avery Dulles op de Franstalige Wikipedia, dat onder de licentie Creative Commons Naamsvermelding/Gelijk delen valt. Zie de bewerkingsgeschiedenis aldaar.

- Bibsys: 90717296
- Biblioteca Nacional de España: XX1083729
- Bibliothèque nationale de France: cb11901052b (data)
- CiNii: DA03688989
- Gemeinsame Normdatei: 11919340X
- International Standard Name Identifier: 0000 0001 2275 5314
- Library of Congress Control Number: n79120930
- National Archives and Records Administration: 12175281
- Nationale Bibliotheek van Tsjechië: skuk0000340
- Nationale bibliotheek van Australië: 36588518
- Nationale Bibliotheek van Israël: 987007260786005171
- Nederlandse Thesaurus van Auteursnamen: 068358938
- Réseau des bibliothèques de Suisse occidentale: 02-A003196718
- LIBRIS: 323661
- SNAC: w60v9pws
- Système universitaire de documentation: 026842572
- Trove: 1307980
- Virtual International Authority File: 10251
- WorldCat: E39PBJtRKJkX9xGrrQwGBjdG73